# Tvärbanan
Tvärbanan — лінія штрассенбану у Стокгольмі. Має № 22 (L22).
Це найновіша і найсучасніша трамвайна лінія, на відміну від трьох інших ліній. Відкрита 25 серпня 2000 року.
Слово Tvärbanan шведською мовою означає поперечна дорога.

## Характеристики та особливості
При створенні цієї лінії були задіяні практично всі можливі варіанти прокладання залізниці по місту: тунелі, естакади, виділені і суміщені колії, під'їзні залізничні колії, коридор разом з наземним перегоном метро.
Лінія хордова, обслуговує окраїнні райони, сполучаючі їх зі станціями метро, де можна пересісти і для поїздки в центр.
Транзитне значення лінії, ймовірно, важливіше, ніж підвозити, так як вона сполучає декілька ліній метро між собою і може розвантажити вузьке місце метро, 
вузол T-Centralen, в якому сходяться всі лінії.
Спочатку лінія починалася на станції Alvik, разом з іншою лінією штрассенбану Nockebybanan,
чия станція сполучена кросплатформовою пересадкою, а у Tvarbanan своя станція внизу під естакадою зі зручним переходом до метро з ескалаторами і ліфтами.
На самій станції Tvarbanan організовано вільний доступ, без турнікетів, що є на переході до станції метро.
Згодом лінія була продовжена на північ аж до району Solna.
Також затурнікетної зони немає жодна з чотирьох станцій Tvarbanan, де є пересадки на станції метро. Квитки у вагоні продає кондуктор.
На лінії використовуються потяги з двох зчленованих вагонів.

## Історія
Проєкт розроблено в 1998 році, коли виникла потреба розвантажити центральний вузол метро T-Centralen і сполучити райони околиць Стокгольма оминаючи центр.
Будівництво було розпочато наприкінці 1998 року.
Перша дільниця від Lijeholmen до Gullmarsplan побудовано в 2000 році.
Через декілька місяців лінія була продовжена дільницею від Lijeholmen до Alvik.
В 2002 році побудована нова дільниця від Gullmarsplan до Sickla Udde.
Четверта дільниця від Alvik до Solna Centrum введена в експлуатацію 28 жовтня 2013.
18 серпня 2014 введена в експлуатацію нова дільниця від Solna Centrum до Solna Station,
на якій можна пересісти на приміські електропоїзди.

### Хронологія введення в експлуатацію дільниць
| Довжина      | Дата           | Станції | Дільниця                                                              |
| ------------ | -------------- | ------- | --------------------------------------------------------------------- |
| 9,33 км      | 25 серпня 2000 | 13      | «Alvik Tvärbanan Station» — «Gullmarsplan Tvärbanan Station»          |
| 2,45 км      | 14 серпня 2002 | 4       | «Gullmarsplan Tvärbanan Station» — «Sickla Udde Tvärbanan station»    |
| 5,82 км      | 28 жовтня 2013 | 7       | «Solna Centrum Tvärbanan Station» — «Alvik Tvärbanan Station»         |
| 1,15 км      | 18 серпня 2014 | 1       | «Solna Centrum Tvärbanan Station» — «Solna Station Tvärbanan station» |
| 0,68 км      | 2 жовтня 2017  | 1       | «Sickla Udde Tvärbanan station» — «Sickla Tvärbanan station»          |
| близько 7 км | 2023           | 10      | «Norra Ulvsunda Tvärbanan Station» — «Helelund Tvärbanan station»     |

## Рухомий склад
З 1999 року лінією курсують тридцять сім низькопідлогових трамваїв Bombardier Flexity Swift (місцева назва A32). Шість з них (432-437) були вже у використанні та є імпортованими в 2010 році з проєкту RijnGouweLijn в Нідерландах. П’ятнадцять нових трамваїв Urbos AXL CAF (місцева назва A35) було введено в експлуатацію у жовтні 2013 року, і вони почали працювати в жовтні 2013 року через відкриття черги до Сольна.
| Вагон   | Фото |
| ------- | ---- |
| A32     |      |
| A35/A36 |      |

## Станції
На 2020 рік лінію обслуговують 25 станцій з них: 6 станцій з пересадкою на метро і 4 станції з пересадкою на приміську залізницю.